# Urtica masafuerae
Urtica masafuerae là loài thực vật có hoa trong họ Tầm ma. Loài này được Phil. miêu tả khoa học đầu tiên năm 1856.